# Detective Conan: The Culprit Hanzawa
Meitantei Conan - Hannin no Hanzawa-san (名探偵コナン 犯人の犯沢さん?, Meitantei Konan Hannin no Hanzawa-san) è un manga scritto e disegnato da Mayuko Kanba. È uno spin-off del manga Detective Conan di Gōshō Aoyama, ha come protagonista la sagoma nera "criminale" che appare nella serie principale per rappresentare i colpevoli la cui identità è ignota, e riprende in maniera parodistica la serie principale.
La storia è serializzata sulla rivista Shōnen Sunday Super di Shōgakukan da maggio 2017. Un adattamento televisivo anime in dodici episodi di TMS Entertainment è stato trasmesso dal 4 ottobre al 20 dicembre 2022. Tale adattamento è uscito in Italia col titolo Detective Conan: The Culprit Hanzawa.

## Personaggi
Makoto Hanzawa (犯沢 真人?, Hanzawa Makoto)
Doppiato da: Shōta Aoi (ed. giapponese), Ermanno Giampetruzzi (ed. italiana)
È rappresentato come una silhouette nera. È cresciuto in campagna e si è trasferito a Beika, nella città con il più alto tasso di omicidi, con l'intenzione di uccidere un uomo (Shinichi Kudo) che sogna. Nonostante questo suo intento malavitoso, è facilmente spaventato dalle scene del crimine ed è spesso impacciato.
Pometaro (ポメ太郎?)
Doppiato da: Inori Minase (ed. giapponese), Martina Tamburello (ed. italiana)
Un cucciolo di cane che Hanzawa adotta per "salvarlo" dal dottor Agasa, convinto che lo volesse usare come cavia da laboratorio.
Hitoe Hanzawa (はんざわ ひとえ?, Hanzawa Hitoe)
Doppiata da: Megumi Urawa (ed. giapponese), Elda Olivieri (ed. italiana)
È la madre di Makoto, anche lei rappresenta come una silhouette. È allegra e premurosa nei confronti del figlio, non sapendo il vero motivo per cui egli ha voluto trasferirsi a Beika.
Kazuo Hayashi (はやし かずお?, Hayashi Kazuo)
Doppiato da: Raiko Sakamoto (ed. giapponese), Cesare Rasini (ed. italiana)
È l'agente immobiliare da cui Hanzawa si reca per trovare una casa. La sua abitudine di descrivere il tipo di delitto commesso negli appartamenti che fa visitare innervosisce Hanzawa; viene ucciso da un residente della casa condivisa, che però viene colto sul fatto da Conan Edogawa che lo fa arrestare.

### I coinquilini di Hanzawa
Doppiati da: Ryota Suzuki (Kenji), Aya Endo (Yuika), Kanon Fujimura (Nana), Koki Nakamura (Rikio), Hibiki Aoi (Anna), Megumi Urawa (Rika), Katsuya Fukunishi (Shota), Masayuki Sato (Saroru) (ed. giapponese), Davide Farronato (Kenji), Chiara Leoncini (Yuika), Giada Bonanomi (Nana), Lorenzo Briganti (Rikio) (ed. italiana)
Sono dei ragazzi che abitano in una casa condivisa con Hanzawa. Hanno sempre voglia di organizzare feste, il che ha portato Hanzawa a soprannominarli "i festaioli". Nonostante la loro costante allegria, sono abituati come tutti i cittadini alla quantità di omicidi a Beika, e l'amministratrice dell'abitazione è molto severa e rigida quando deve ottenere i soldi dell'affitto da Hanzawa.

### I colleghi di Hanzawa
Doppiati da: Akira Ishida (Saguru Hakuba), Kenyuu Horiuchi (Harufumi Mogi), Emi Shinohara (Ikumi Soda), Minoru Inaba (Shukujiro Ogami) (ed. giapponese), Ezio Vivolo (Saguru Hakuba), Paolo Carenzo (Harufumi Mogi), Valentina Framarin (Ikumi Soda), Ruggero Andreozzi (Shukujiro Ogami) (ed. italiana)
Sono degli investigatori che lavorano sotto copertura in un negozio di video noleggio con Hanzawa. Sono sempre occupati ad indagare sui casi e lasciano spesso a lui tutto il lavoro. Mentre Hakuba è un personaggio ricorrente della serie Kaito Kid ed ha fatto anche un paio di apparizioni in Detective Conan, Mogi e Soda sono apparsi esclusivamente nei capitoli 299-302 di quest'ultimo manga, invece Ogami è basato e modellato su Shukuzen Ogami, detective apparso sempre nei suddetti capitoli, dove è stato assassinato.

## Media

### Manga
Meitantei Conan - Hannin no Hanzawa-san è scritto e disegnato da Mayuko Kanba. Il manga è iniziato nel numero di luglio 2017 di Shōnen Sunday S di Shogakukan, pubblicato il 25 maggio 2017. Il capitolo 30 della serie è stato pubblicato il 25 novembre 2019, il capitolo 31 il 25 febbraio, e il 32º capitolo il 25 maggio 2020. La serie ha ripreso la pubblicazione il 25 dicembre 2020. Shōgakukan ha compilato i suoi capitoli in singoli volumi tankōbon. Il primo volume è stato pubblicato il 18 dicembre 2017. Al 18 ottobre 2024 i volumi totali ammontano a 9.

#### Volumi
| Nº | Data di prima pubblicazione | Data di prima pubblicazione | Data di prima pubblicazione |
| Nº | Giapponese                  | Giapponese                  |                             |
| -- | --------------------------- | --------------------------- | --------------------------- |
| 1  | 18 dicembre 2017            | ISBN 978-4-09-128027-5      |                             |
| 2  | 11 aprile 2018              | ISBN 978-4-09-128226-2      |                             |
| 3  | 18 ottobre 2018             | ISBN 978-4-09-128564-5      |                             |
| 4  | 10 aprile 2019              | ISBN 978-4-09-129180-6      |                             |
| 5  | 18 dicembre 2019            | ISBN 978-4-09-129450-0      |                             |
| 6  | 18 ottobre 2021             | ISBN 978-4-09-850727-6      |                             |
| 7  | 15 settembre 2022           | ISBN 978-4-09-851256-0      |                             |
| 8  | 18 ottobre 2023             | ISBN 978-4-09-852129-6      |                             |
| 9  | 18 ottobre 2024             | ISBN 978-4-09-853655-9      |                             |

### Anime
Il 4 ottobre 2021 è stato annunciato che il manga avrebbe ricevuto un adattamento anime. Nel novembre 2021, all'evento virtuale "Festival Japan" di Netflix, è stato rivelato che avrebbero trasmesso in streaming la serie. È prodotto da TMS Entertainment e diretto da Akitaro Daichi, con il design dei personaggi curato da Fu Chisaka e la musica composta da Jun Abe e Seiji Muto. La serie è andata in onda su Tokyo MX, ytv e BS Nippon dal 4 ottobre al 20 dicembre 2022. È stata pubblicata a livello internazionale su Netflix il 1º febbraio 2023. La sigla di apertura è Tsukamaete, konya di Leon Niihama, e la sigla finale è Secret, voice of my heart di Mai Kuraki. Il doppiaggio italiano è stato curato da Nexus TV di Milano sotto la direzione di Edoardo Lomazzi. L'adattamento dei dialoghi dell'edizione italiana è stato effettuato da Laura Cherubelli. Come il precedente spin-off Detective Conan: Zero's Tea Time, il doppiaggio italiano non ha tenuto conto delle voci dei personaggi già apparsi nella serie principale di Detective Conan, e hanno perciò doppiatori diversi.

#### Episodi
| Nº | Titolo italiano Giapponese 「Kanji」 - Rōmaji                                         | In onda          | In onda          |
| Nº | Titolo italiano Giapponese 「Kanji」 - Rōmaji                                         | Giapponese       | Italiano         |
| 1  | Colpevole in arrivo 「やって来た犯人」 - Yattekita hannin                             | 4 ottobre 2022   | 1º febbraio 2023 |
| 2  | Gli incontri sono misteriosi 「人の出会いはあら不思議」 - Hito no deai wa ara fushigi | 11 ottobre 2022  | 1º febbraio 2023 |
| 3  | Trappola mortale 「蟻地獄」 - Arijigoku                                               | 18 ottobre 2022  | 1º febbraio 2023 |
| 4  | La scena della doccia nero corvino 「漆黒の入浴」 - Shikkoku no Shawā Shīn            | 25 ottobre 2022  | 1º febbraio 2023 |
| 5  | La rapsodia di Beika 「米花町狂詩曲」 - Beika-chō Rapusodī                            | 1º novembre 2022 | 1º febbraio 2023 |
| 6  | Conto alla rovescia allo sfratto 「退去へのカウントダウン」 - Taikyo e no Kauntodaun  | 8 novembre 2022  | 1º febbraio 2023 |
| 7  | Requiem dei part-time 「労働者たちの鎮魂歌」 - Baitā-tachi no Rekuiemu                | 15 novembre 2022 | 1º febbraio 2023 |
| 8  | Palla di pelo 「ネクストコナンズヒント「毛玉」」 - Nekusuto Konanzu Hinto 'kedama'    | 22 novembre 2022 | 1º febbraio 2023 |
| 9  | Stasera alla moda 「着飾ってトゥナイト」 - Kikazatte Tounaito                         | 29 novembre 2022 | 1º febbraio 2023 |
| 10 | Visita da un'altra dimensione 「異次元の訪問者」 - Ijigen no hōmon-sha                | 6 dicembre 2022  | 1º febbraio 2023 |
| 11 | Oh! Fortuna 「オー!ミクジ」 - Ō! Mikuji                                               | 13 dicembre 2022 | 1º febbraio 2023 |
| 12 | Il primo bersaglio 「１番目の標的」 - Ichi banme no Tāgetto                           | 20 dicembre 2022 | 1º febbraio 2023 |